# Пробст, Ларри
Ларри Пробст (англ. Lawrence F. "Larry" Probst; род. 1950) — американский бизнесмен, наиболее известный по своей работе в компании Electronic Arts, занимающейся распространением видеоигр; был её генеральным директором в 1991—2007 годах и председателем совета директоров в 2013—2014 годах. Является председателем Олимпийского комитета США.

## Биография
Родился 3 июня 1950 года в семье Лоуренса Пробста (1925—2014) и его жены Рут Галлахер.
После обучения в колледже окончил со степенью бакалавра Делавэрский университет. Сначала работал в компаниях Johnson & Johnson и Clorox, после чего перешел в сферу индустрии компьютерных игр, начав работать с 1982 года в компании по изданию и разработке компьютерных видеоигр — Activision. Два года спустя Пробст перешел в компанию Electronic Arts, став там в 1986 году вице-президентом по продажам. Затем был вице-президентом издательского подразделения и с 1991 по 2007 год — директором (CEO). Журнал Next Generation назвал его одним из «75 самых важных людей в индустрии игр 1995 года». С 18 марта 2013 по 31 декабря 2014 года был председателем совета директоров компании. Является крупнейшим индивидуальным акционером Electronic Arts, владея 739 761 акций.
В 2008 году он вошёл в состав Олимпийского комитета США, став его председателем в 2013 году. В сентябре 2013 года был избран в Международный олимпийский комитет на 125-й сессии МОК в Буэнос-Айресе.
Являясь последовательным борцом с допингом в спорте, неоднократно призывал своих коллег по НОК США и мировое сообщество не политизировать данную тему и избегать в её обсуждении риторики холодной войны.

Допинг в спорте — это проблема не какой-то одной страны. Её нельзя решить, если держать под прицелом только одну команду. …Если мы собираемся устранить недостатки существующей антидопинговой системы, мы не вправе обращаться к мировосприятию периода холодной войны: мы против них. Глобальная система сломана и она должна быть исправлена — чем раньше, тем лучше.
Оригинальный текст (англ.)Doping in sport isn't simply the problem of one country, nor can it be solved by targeting one team. … If we're going to address the inadequacies of the current anti-doping system, we can't devolve into a Cold War mentality of us versus them. The global system is broken and it needs to be fixed − the sooner the better.
— Associated Press, 22 сентября 2016

## Личная жизнь
Ларри Пробст женат. С женой Нэнси воспитывают двоих сыновей — Скотта и Чипа.